# John Rutledge
John Rutledge (Charleston, 17 de setembro de 1739 – Charleston, 18 de julho de 1800) foi Chefe de Justiça dos Estados Unidos de 12 de agosto a 15 de dezembro de 1795 e um dos signatários da Constituição Americana. Foi governador da Carolina do Sul.